# Anders Halland Johannessen
Anders Halland Johannessen (født 23. august 1999 i Drøbak) er en cykelrytter fra Norge, der er på kontrakt hos Fejl i Modul:Cykelhold: Wikidata-entitet ikke angivet.. Han er tvillingebror til Tobias Halland Johannessen.

## Karriere
Som 6-årig begyndte brødrene Halland Johannessen at dyrke fodbold og cykling hos Drøbak-Frogn Idrettslag. Til at starte med dyrkede de både mountainbiking, cykelcross og landevejscykling. I 2019 fik landevejscyklingen fuld fokus, og Tobias skrev kontrakt med kontineltalholdet DARE Bikes Development Team, som var Uno-X Mobilitys udviklingshold. Fra 2022 rykkede han med broderen op på proteamet, efter de havde forlænget kontrakten til og med 2024. I december 2023 blev kontrakten igen forlænget, så den nu var gældende til udgangen af 2026.